# Balogh Miklós (politikus)
Dr. Balogh Miklós (Jászárokszállás, 1945. szeptember 16. –) magyar pedagógus, politikus, országgyűlési képviselő.

## Életpályája
1964-ben érettségizett a jászapáti Mészáros Lőrinc Gimnáziumban. 1964–1968 között a Pécsi Tanárképző Főiskola Zalaegerszegi Tagozatának magyar-orosz szakos hallgatója volt. 1966–1970 között Türjén oktatott. 1970–1978 között zalaszentgróti járási úttörőelnök volt; a járási KISZ-bizottság titkára, az MSZMP Járási Bizottságának politikai munkatársa volt. 1978–1986 között a zalaegerszegi pártiskolában munkásmozgalom-történelmet tanított. 1979–1983 között elvégezte a Politikai Főiskolát. 1986–1989 között az MSZMP Zala Megyei Bizottságának munkatársa volt. 1989-ben a magyar koordinációs iroda első titkáraként tevékenykedett. 1989-ig az MSZMP tagja volt. 1989–2011 között az MSZP tagja volt. 1989–1990 között munkanélküli volt. 1990–1992 között Becsvölgye-Kustánszegen általános iskolai tanár volt. 1992–2002 között a zalaegerszegi Apáczai Csere János ÁMK és Gimnázium pedagógusa volt. 1992–2004 között az MSZP Zala megyei területi szövetségének elnöke volt. 1994–2002 között, illetve 2006-tól a Zala Megyei Közgyűlés tagja volt. 1998-ban országgyűlési képviselőjelölt volt. 2002–2006 között országgyűlési képviselő (Zala megye) volt. 2002–2006 között a Kulturális és sajtó bizottság, valamint az Oktatási és tudományos bizottság tagja volt. 2003–2005 között az oktatási szegregáció megvizsgálására létrehozott albizottság tagja, 2005–2006 között elnöke volt. 2003–2006 között az Európai integrációs albizottság tagja, valamint az MSZP frakcióvezető-helyettese volt. 2006-ban nyugdíjba vonult.

## Családja
Szülei: Balogh Ignác és Földi Anna voltak. 1967-ben házasságot kötött Simonffy Ilonával. Három gyermeke van: Miklós, Pál és Virág.

## Művei
- A nemzeti bizottságok megalakulása és tevékenysége Zala megyében 1945-1949
- A Zalaegerszegi Nemzeti Bizottság története